# Landres-et-Saint-Georges
Landres-et-Saint-Georges – miejscowość i gmina we Francji, w regionie Grand Est, w departamencie Ardeny.
Według danych na rok 1990 gminę zamieszkiwało 128 osób, a gęstość zaludnienia wynosiła 6 osób/km².

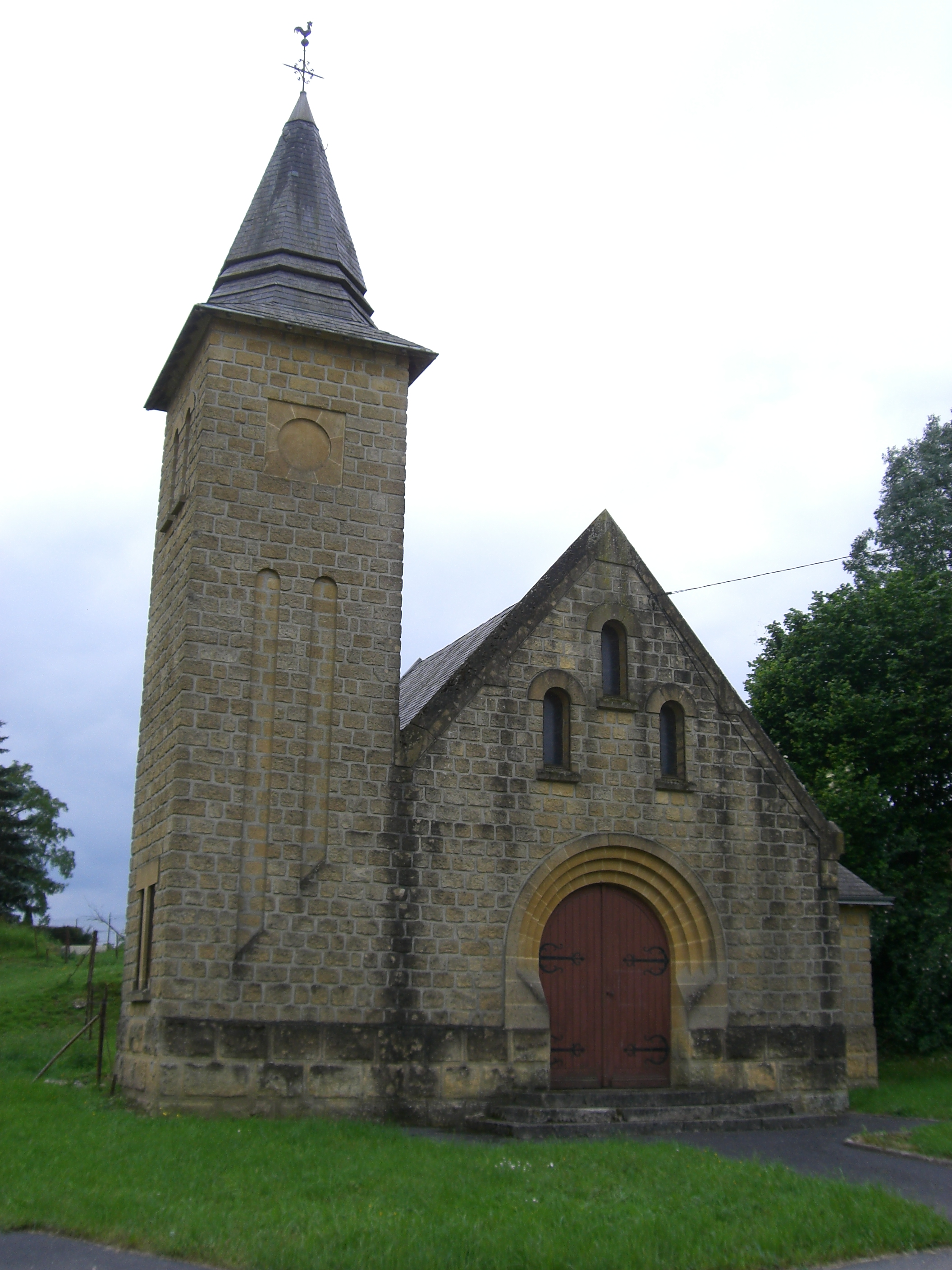
Kaplica w Saint-Georges, 2007
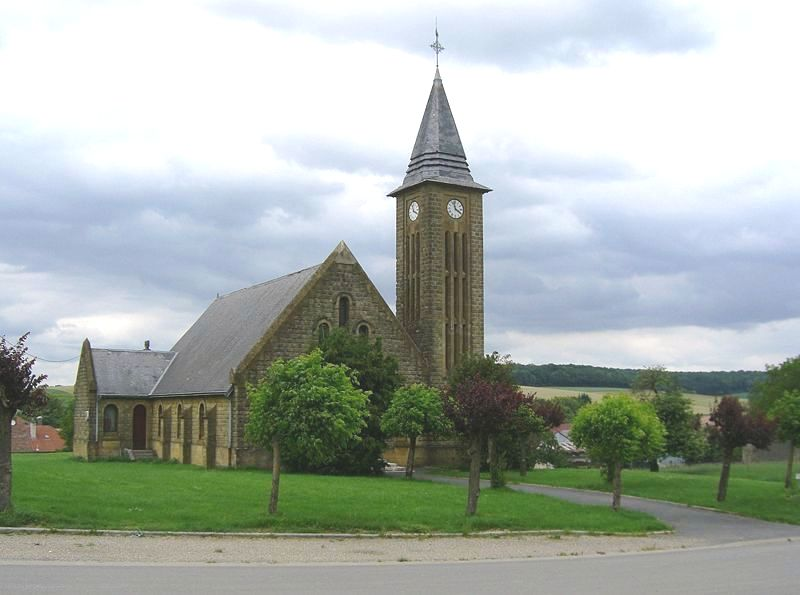
Kościół w Landres, 2007